# Sulby (Man)
Sulby is een kerspel langs de A2 op het eiland Man die Castletown en Ramsey met elkaar verbindt. De naam "Sulby" of "Sõlabyr" (Soli's landgoed) of "Sulaby" (gesplitste boerderij) verwijst naar de Scandinavische invloed op de plaatsnamen op Man.

## Sulby
Het oude deel van Sulby ligt op de kruising van de A14 Tholt-y-Will Road en de B9 Claddagh Road. Het grootste deel van het dorp ligt langs de A2 tussen Close e Volley en Ginger Hall. Door het dorp stroomt de Sulby River. Verder wordt het gedomineerd door het landgoed Ballamanaugh. 

## Isle of Man TT en Manx Grand Prix
| - Graham Walker, coureur voor Norton in de tijd vóór de achtervering, schreef al in de jaren twintig: "De verschrikkelijke kwelling van Sulby Straight, die me letterlijk drie keer in elke race ziek maakte". - Harold Daniell had in de jaren dertig al plunjervering op zijn Norton, maar nadat hij op Sulby Straight zijn bril goed had gezet, wilde hij zijn hand weer naar het stuur brengen. De weg was zo hobbelig dat zijn zicht vervaagde. Hij zei later: "Toen ik mijn hand naar het stuur bracht wist ik niet wat ik vast moest pakken". - Mike Hailwood in de jaren zestig over Sulby Straight: "Je springt van de ene bult naar de andere". - John Surtees over Sulby Bridge: "Ik gebruikte wel vaker een driftend achterwiel, maar bij Sulby Bridge gaf ik extra vroeg gas. Als het achterwiel uitbrak werd het vanzelf tegengehouden door de brugleuning" (er lagen in die tijd nog geen strobalen). - Joey Dunlop won de TT 26 keer, maar in 1986 zei hij over Sulby Straight: "echt gevaarlijk, gewoon je vingers kruisen en goed vasthouden". - Steve Hislop nadat hij in 1991 op Sulby Straight geklokt was op 306 km/h: "Dat is beangstigend… het is angstwekkend snel. Met de snelheden die wij rijden mik je gewoon op openingen tussen het groen". - Harold Daniell over Ginger Hall: "De linker bocht ziet er uitnodigend uit, maar is verraderlijk. Let maar eens op de vele slipsporen op de gekste plaatsen aan het einde van een racedag". |

Sulby ligt ook langs de Snaefell Mountain Course, het circuit dat gebruikt wordt voor de Isle of Man TT en de Manx Grand Prix. Sulby Straight, het 2½ km lange rechte stuk langs Sulby, maakte deel uit van de Four Inch Course, die gebruikt werd voor de RAC Tourist Trophy van 1905 tot 1911. Sulby Straight maakt ook deel uit van de Snaefell Mountain Course waar sinds 1911 de Isle of Man TT en de Manx Grand Prix worden verreden. 

### Circuitverloop
De coureurs naderen Sulby via Sulby Straight uit westelijke richting. Ze hebben vlak voor Sulby Straight de vijf bochten bij de voormalige Quarry-steengroeve genomen. Om voldoende snelheid te halen op Sulby Straight moeten ze die bochten met een zo hoog mogelijk tempo verlaten.

#### Sulby Straight, 19e mijlpaal en half-distance marker
Al kort na de Quarry Bends passeren de coureurs de 19e mijlpaal en de half-distance marker, die op de helft van het circuit, 18,85 mijl na de start staat. Sulby Straight is het snelste stuk van het circuit. Tijdens de training van de Isle of Man TT van 2006 reed de Nieuw-Zeelander Bruce Anstey hier 331,5 km/h met een Suzuki GSX-R 1000. Hoewel "straight" genoemd, is de weg niet helemaal recht. De flauwe bochten werden vroeger, toen de snelheden lager waren, niet als zodanig ervaren, maar met de huidige snelheden zijn het echte bochten geworden. Het is voor coureurs bepaald geen moment van ontspanning, want omdat het wegdek te lijden heeft van het dagelijkse verkeer is het asfalt er altijd hobbelig. Bovendien liggen er kruispunten in en zijn de lichtcondities er wisselend door de bomen. Vroeger, toen er nog ochtendtrainingen bestonden, was dat nog erger, want 's ochtends stond de zon laag. In 1914, toen de wegen nog onverhard waren, kon er al (verhoudingsgewijs) hard gereden worden, maar Charlie Collier, topcoureur en zoon van Henry Herbert Collier, de oprichter van het merk Matchless, brak er zijn frame en werd van de motorfiets geslingerd. In 1923, nadat een aantal afgevaardigden van het eiland Man een studiereis naar het Britse hoofdeiland had gemaakt, werd de weg voorzien van "tar-macadam", een eerste toepassing van asfalt, maar erg strak was dat natuurlijk nog niet. In 1938 werd het wegdek breder en strakker en ook in de jaren tachtig en -negentig werd de weg verbeterd, maar toch kregen coureurs, zowel met solomotoren als zijspancombinaties, te maken met "tankslappers". In 1986 werd Michael McGarrity op volle snelheid van zijn motor geslingerd. Hij kwam vrij met een gebroken schouder en wat schaafwonden. In 1980 kwamen er veel klachten van zijspancoureurs: Rolf Steinhausen verklaarde dat hij op een dergelijke weg niet kon racen en Nigel Rollason zei: "Als het wegdek bij Sulby Straight niet wordt verbeterd kom ik niet meer terug". Het hielp niet echt, want in 1981 moest Jock Taylor gas terug nemen omdat hij bang was dat hij zijn combinatie total-loss zou rijden en in 1983 vloog Roy Hanks bijna van de weg toen hij de ideale lijn moest verlaten om een andere combinatie in te halen. 

#### Sulby Glen Hotel en Sulby Crossroads

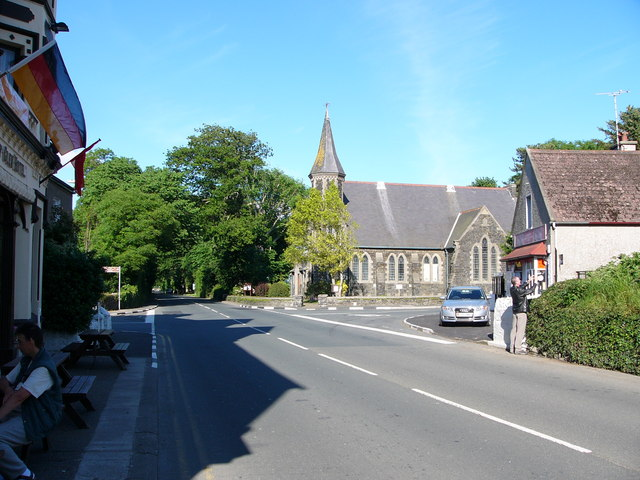
Snaefell Mountain Course langs de Sulby Methodist Church (Sulby Crossroads). Links het terras van het Sulby Glen Hotel

Halverwege Sulby Straight passeren de coureurs het Sulby Glen Hotel en enkele meters later Sulby Crossroads. Het hotel ontvangt het hele jaar gasten, maar in de raceweken is dat juist beperkt, want het is het hoofdkwartier van het Manx Grand Prix Rescue Helicopter Fund. In de wintermaanden vinden er veel fondswervings-activiteiten van dit fonds plaats. Voor coureurs die stranden met pech is dit punt een geluk bij een ongeluk. Bob McIntyre's Honda RC 163 hield er in 1962 mee op bij Quarry Bends, maar hij kneep de koppeling in om de motor uit te laten rollen tot bij het hotel. Toeschouwers in de voortuin van het hotel staan weliswaar vlak langs de baan, maar van de passerende coureurs is niet veel te zien omdat ze op topsnelheid passeren. Sulby Crossroads is een kruispunt in Sulby waar de A3 Rheynn Cullyn kruist met de A14. Het kruispunt wordt gedomineerd door de Sulby Methodist Church. Toeschouwers aan de zuidkant van de kruising kunnen via binnendoorweggetjes andere circuitdelen bereiken.

#### Sulby Bridge en 20e mijlpaal

Wie te laat remt bij Sulby Bridge kan alleen het weiland insturen

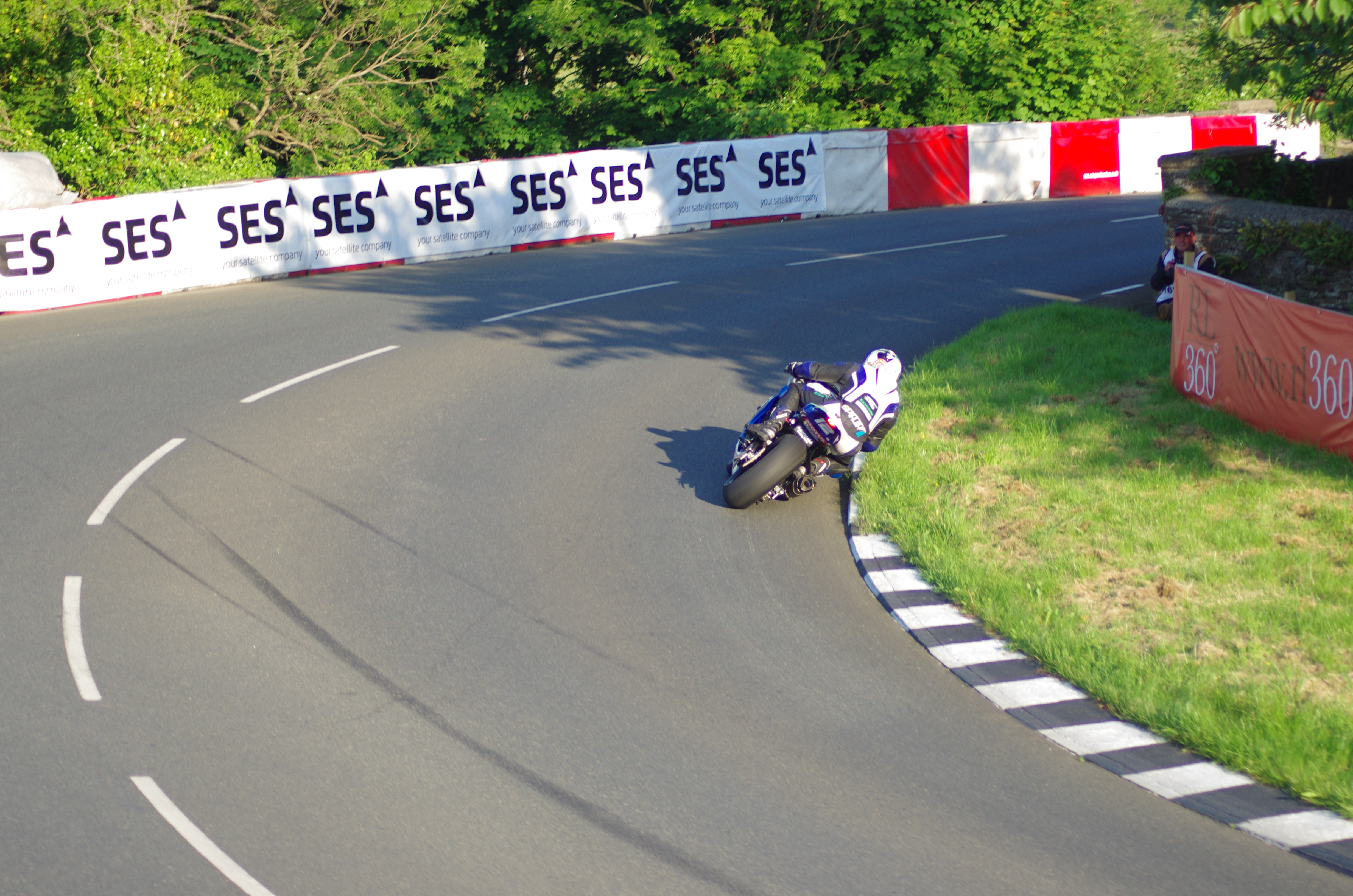
Dean Harrison bij Sulby Bridge in 2014

Sulby Bridge is een kleine stenen brug die de coureurs passeren als ze Sulby verlaten en in zuidelijke richting naar het Ginger Hall Hotel draaien. Omdat ze precies 20 mijl na de start ligt staat hier ook de 20e mijlpaal. Sulby Bridge ligt in een bocht naar rechts en markeert daardoor ook het einde van Sulby Straight, waardoor de naderingssnelheid van de coureurs ruim boven de 300 km/h ligt. In de eerste jaren van de TT was het wegdek nog onverhard en de brug veel smaller dan tegenwoordig. In de jaren twintig werd voor het eerst teer in het wegdek verwerkt, het zgn. "tar-macadam". De brug was toen nog een "hump-back"-brug, met een flinke boog in het wegdek. Toen konden de coureurs al ca. 120 km/h op het rechte stuk halen, maar op de brug, met slecht wegdek vol paardenkeutels, moesten ze afremmen tot ca. 40 km/h. Dat moest met de achterrem gebeuren, want pas laat in de jaren twintig ging Norton de eerste voorremmen maken. Dat waren toen nog velgremmen die van fietsen gekopieerd waren. Graham Walker werd bij Sulby Bridge van zijn motorfiets geworpen toen hij ze daadwerkelijk gebruikte en de remblokken tussen de spaken draaiden. De meeste coureurs kwamen dus met geblokkeerd achterwiel op de bocht bij Sulby Bridge af. Het tar-macadam (toen nog gewoon teer dat over de macadamweg werd gespoten) werd in 1923 aangebracht, toen de brug ook werd verbreed. Het zorgde in elk geval voor minder stofvorming. Toen er nog ochtendtrainingen bestonden hadden coureurs al vanaf Kirk Michael last van de laagstaande zon. Bij Sulby Bridge was dat een extra probleem, want ze hadden juist ruim 2 kilometer onder bomen door gereden, maar bij het aanremmen kregen ze de zon weer in de ogen. Tijdens de trainingen voor de Manx Grand Prix van 1937 experimenteerde men met een enorm canvasdoek dat aan hoge palen was bevestigd en dat voor schaduw zorgde. Het werkte kennelijk goed, maar een nachtelijke storm scheurde het doek aan flarden. Daarna plaatste men nog jarenlang een waarschuwingsbord met het woord "SUN" enkele honderden meters voor de brug en later werden de ochtendtrainingen afgeschaft. Men vermoedt dat de laagstaande zon toch mede oorzaak is van een aantal van de dodelijke ongevallen bij Sulby Bridge. Tegenwoordig is Sulby Bridge sterk verbeterd, maar zoals gezegd ligt de naderingssnelheid ook veel hoger. Wie in het verleden te laat remde kon wel rechtdoor, maar daar stond een meidoornheg en een hek. Het hek is er nog steeds, maar wordt tijdens de races verwijderd. Het weiland ligt wel ruim een meter lager dan het wegdek. De brugleuning zelf wordt afgedekt met strobalen, maar daarna volgt nog een lange, lage muur die een weiland begrenst. 

##### Travelling Marshal Station
Bij Sulby Bridge ligt een van de verzamelplaatsen voor de travelling marshals, die met snelle motorfietsen naar de plaats van een ongeluk kunnen rijden om daar eventueel de organisatie van de hulpverlening op zich te nemen.

#### Ginger Hall

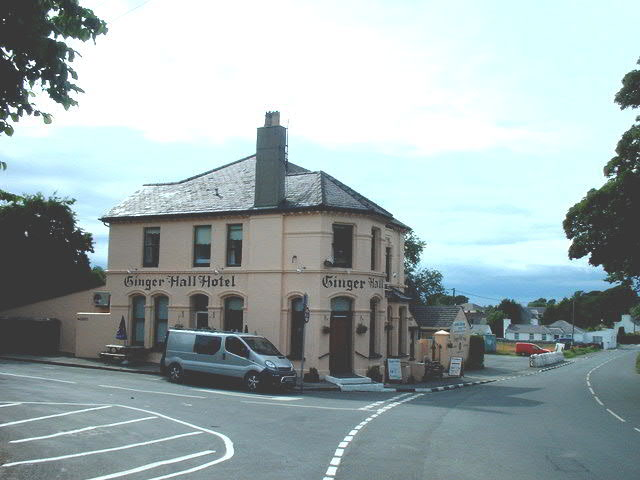
De Snaefell Mountain Course langs het Ginger Hall Hotel. Er liggen strobalen die racers wat bescherming moeten bieden. De motoren komen hier vanaf Sulby Bridge, in de rechter weg, en rijden naar de camera.

De naam Ginger Hall is mogelijk een verbastering van die van een naburige boerderij, "Grangey". Ginger Hall is populair bij de toeschouwers omdat men er iets kan eten en drinken, maar ook omdat men via binnendoorwegen andere delen van het circuit kan bereiken: langs het Sulby Claddagh natuurpark naar Sulby Crossroads en langs Tholt-y-Will Glen naar Bungalow.
Ginger Hall is een hotel dat op de meest zuidoostelijke punt van Sulby ligt. Het ligt enkele honderden meters na Sulby Bridge en het circuit maakt hier een bocht naar links. Het lastigste hier is de stalen omheining van het weiland in de binnenbocht, waar de coureurs rekening mee moeten houden als ze de bocht aansnijden. In het verleden stond hier ook nog een telegraafpaal; Geoff Duke nam de bocht zo krap dat hij zijn hoofd altijd iets opzij moest bewegen om de paal niet te raken. Men vermoedde dat de stalen afzetting de oorzaak was van het zware ongeluk van Alex George in 1980 en daarom wordt ze tegenwoordig tijdens de races afgedekt met multiplex. In de bocht wordt de weg smaller en bovendien ligt de verkanting er verkeerd, waardoor de motorfietsen naar de buitenbocht worden gedreven. Door de bomen en struiken naast de weg is het er vaak wat vochtig en daarom accelereren veel coureurs hier graag uit met een hogere versnelling, zodat het achterwiel niet doorslipt. Daarna volgt een stukje met flauwe bochten, eerst heuvelop en daarna afdalend naar de eerste bocht van Kerrowmoar. De weg is hier ook tamelijk slecht en sommige rijders proberen hier iets af te remmen op de motor, omdat daadwerkelijk remmen ten koste gaat van de veerweg die nodig is bij Kerrowmoar. 

## Gebeurtenissen bij Sulby
- 1934: Op 3 september verongelukte John Gilbert met een Velocette tijdens de training voor de Manx Grand Prix bij Sulby Bridge.
- 1956: Op 31 augustus verongelukte Maurice Saluz met een Norton Manx tijdens de training voor de Manx Grand Prix bij Sulby Bridge.
- 1965: Op 1 september verongelukte George Armstrong met een Triton tijdens de training voor de Manx Grand Prix bij Sulby Bridge.
- 1995: Op 3 juni verongelukte de bakkenist Paul Fargher tijdens de training voor de Sidecar TT  op Sulby Straight met een 600 cc Yamaha zijspancombinatie.
- 2000: Op 19 augustus verongelukte Kenneth Munro met een 600 cc Honda tijdens de training voor de Manx Grand Prix bij Ginger Hall.
- 2016: Op 4 juni verongelukte Paul Shoesmith met een BMW S 1000 RR tijdens de avondtraining op Sulby Straight

## Trivia
- In 1921 kreeg G.W. Jones het eerste "Nesbit-Shield" (genoemd naar de voormalige voorzitter van de Auto-Cycle Union J.R. Nesbit). Het werd uitgereikt voor iemand die "moeilijkheden overwon". Dat had Jones wel gedaan: Hij was bij Sulby Bridge in de rivier gevallen, maar hij was met een nat pak omhoog geklommen, had zijn kromme motorfiets enigszins recht getrapt en de Junior TT als 38e uitgereden.
- Tom Bullus sprak in 1925 met zijn teamgenoot bij P&M, Oliver Langton, af dat ze buiten de officiële training om een paar rondjes zouden gaan rijden om het circuit te leren kennen. Ze vertrokken vanaf het hoofdkwartier van P&M in Ramsey. Tijdens de ronde kregen ze steeds meer moed en toen het rondje bij Sulby bijna compleet was, was dat al overmoed geworden. Hij vertelde later: "Daar gingen we, snotneuzen van 18 en 19 jaar die nog nooit op een circuit geracet hadden. We letten helemaal niet op de waarschuwingsborden en bij Sulby Bridge ontdekten we dat we veel te hard gingen. Met geblokkeerde achterwielen gleden we richting de bocht, Oliver links en ik rechts. Oliver "opende" het hek met ongeveer 75 km per uur en gleed de Sulby River in, ik kon de machine nog in een dirttrack-achtige bocht krijgen waardoor ik toch nog wat snelheid verloor, maar ik vloog over de brugleuning. Ik landde op zachte aarde en mankeerde niets. Ik zag Oliver beneden liggen en we kwamen tien minuten lang niet meer bij van het lachen".
- Stanley Woods besefte al vroeg in de jaren dertig dat de pitsignalen die hij bij de TT Grandstand kreeg een ronde (60 kilometer) oud waren. Hij zette een teamlid in de openbare telefooncel in Sulby, een teamlid bij een vriendelijke burger langs Glencrutchery Road en hij drukte de telefonistes (rechtstreeks kiezen kon toen nog niet) op het hart deze telefoontjes met voorrang door te verbinden. Zo kreeg hij twee keer zo veel informatie over zijn positie in de race en zijn tegenstanders, die hij door de interval-start niet kon zien rijden. Het had nog een ander voordeel: als zijn (Norton)-teamleider Joe Craig liever een andere coureur liet winnen, liet hij dat niet aan Woods zien, maar via de telefoon bereikte die informatie hem wel. Het duurde echter niet lang tot Norton het systeem zelf ging gebruiken met een extra post in Ramsey. Woods vertrok in 1935 naar Moto Guzzi, wat hem veel kritiek opleverde omdat dit merk openlijk gesteund werd door Benito Mussolini.
- Voor de film No Limit van George Formby werden in 1935 een aantal stunts uitgevoerd door leden van de Peveril Motor Cycle Club, waaronder Cyril Standen. Hij reed bij Ballacraine door de voordeur van het Ballacraine Hotel en crashte in Sulby in de rivier.
- In navolging van Stanley Woods had Bob McIntyre een "signalling station" ingericht langs Sulby Straight. Het werd bemand door zijn collega's Geoff Duke en Reg Armstrong. Bob reed in deze race de eerste ronde boven de 100 mijl per uur in de geschiedenis van de Isle of Man TT. Duke en Armstrong begonnen hem te manen kalmer aan te doen, want hij had een enorme voorsprong. Dat deed McIntyre, maar hij had een tweede motief: door zijn hoge snelheid zouden veel rijders een "Silver Replica" mislopen, want die werd uitgereikt als men binnen een bepaald percentage van de winnende tijd finishte. Hij was bang dat zijn populariteit onder collega's zou afnemen als hij te snel zou zijn.
- Nog steeds gebruiken coureurs een signaalpost op Sulby Straight, maar de politie van het eiland Man vindt Sulby Straight ook een goede plaats voor snelheidscontroles als de weg weer voor het openbare verkeer open is.
- In 1982 begon de machine van Charlie Williams slecht te lopen op Sulby Straight en Charlie besloot te stoppen bij het Sulby Glen Hotel. Hij kon de oorzaak van het probleem niet vinden en een hotelgast duwde alvast een pint Okells in zijn handen. Hij besloot wat handtekeningen uit te delen en de race vanaf het hotel te volgen, maar samen met oud-coureur Terry Shepherd liep hij nog eens rond de Yamaha. Toen vonden ze een geknikte benzineleiding, een probleem dat met een simpele handgreep op te lossen was. Charlie had te veel tijd verloren om de race nog te winnen, maar hij reed een nieuw ronderecord van 185,2 km/h en werd dertiende in de Senior TT. In 2002 reed David Jefferies met een gebroken klep door tot het Sulby Glen Hotel, juist omdat hij daar de race met een glas bier in de hand verder zou kunnen volgen.
- Toen Terry Shepherd zelf nog reed maakte hij een grote fout tijdens de Manx Grand Prix van 1959. Hij gebruikte de positie van een marshal als rempunt, maar toen die halverwege de race een stukje richting Sulby Bridge was gewandeld, remde Shepherd dus te laat. Hij moest zo plat door de bocht dat hij zijn rechter laars helemaal doorsleet, maar werd toch nog derde.
- In hetzelfde jaar raakte Keith Heckles de muur voorbij Sulby Bridge. Hij stopte bij Ginger Hall, waar hij zag dat zijn rempedaal verdwenen was. Hij liep terug naar de brug om het te zoeken, maar hoorde andere rijders naderen en zocht een vluchtweg. Het publiek stond achter de muur op een verhoging, maar dat wist Heckles niet. Hij sprong over de muur en viel drie meter naar beneden in een wei.
- Ray Knight schreef na zijn carrière de "TT Riders Guide" waarin hij uitleg gaf over het circuit, maar hij ging zelf tijdens de trainingen in 1989 in de fout. Hij remde te laat voor Sulby Bridge en reed de wei in. Die lag echter veel lager dan de weg en Ray kwam pijnlijk in aanraking met zijn tank. Een toeschouwer nam contact op met "Manx Radio", die prompt de notenkrakersuite aan Ray Knight opdroeg.

(Markante punten in cursief zijn onofficiële punten of worden alleen gebruikt binnen Marshal Sectors)
1e mijl:
TT Grandstand ·
Nobles Park ·
St Ninian's Crossroads ·
Bray Hill ·
Ago's Leap ·
Quarterbridge Road ·
1st Milestone ·
2e mijl:
Wal Handley Memorial Seat ·
Quarterbridge ·
Port-y-Chee Meadow ·
Braddan Bridge ·
Jubilee Oak ·
Braddan Bridge House ·
Braddan Depot ·
Snugborough (Cronk Dhoo) ·
2nd Milestone ·
3e mijl:
Union Mills (Mullen Dhoo, Mwyllin Dhoo Aah, Mullin Doway) ·
Railway Inn ·
Ballahutchin Hill (Elm Bank Hill) ·
3rd Milestone ·
4e mijl:
Ballafreer ·
Glenlough ·
Ballagarey Corner ·
Glen Vine (Glen Darragh) ·
Ballabeg ·
4th Milestone ·
5e mijl:
Crosby ·
Crosby Left (Vicarage Corner) ·
Crosby Cross-Roads ·
5th Milestone ·
6e mijl:
Crosby Hill (Ballaglonney Hill of Halfway Hill) ·
Halfway House (The Waggon & Horses) ·
St Trinian's ·
The Highlander ·
Greeba Verandah ·
Pear Tree Cottage ·
Greeba Castle ·
6th Milestone ·
7e mijl:
Appledene (Shimmin's Corner) ·
Central Valley (Greeba Gap) ·
Greeba Bridge ·
The Hawthorn ·
Knock Breck ·
Gorse Lea ·
7th Milestone ·
8e mijl:
Ballagarraghyn ·
Ballacraine ·
Ballaspur ·
Ballig ·
8th Milestone ·
9e mijl:
Ballig Bridge ·
Doran's Bend ·
Laurel Bank ·
9th Milestone ·
10e mijl
Glen Moar Mill ·
Black Dub ·
Quarter-Distance Marker ·
The Vaish ·
Glen Helen (Glen Rhenass) ·
Sarah's Cottage ·
Creg Willey's Hill ·
10th Milestone ·
11e mijl:
Lambfell Beg ·
Lambfell (Moar) Cottage ·
Cronk-y-Voddy (Cronk-y-Voddy Straight) ·
Cronk-y-Voddy Cross Roads ·
Molyneux's ·
Cronk Bane Farm ·
11th Milestone ·
12e mijl:
Drinkwater's Bend ·
Handley's Corner (Cronk-y-Fedjag, Ballamenagh) ·
12th Milestone ·
13e mijl:
McGuinness's (Shoughlaigue Bridge) ·
Ballaskyr ·
Barregarrow Cross Roads (Cronk Aashen) ·
Barregarrow ·
Little Bray ·
Barregarrow Bottom ·
Cammal Farm ·
Cronk Urleigh ·
13th Milestone ·
14e mijl:
Ballalonna Bridge ·
Westwood Corner ·
Ballakinnag ·
14th Milestone ·
15e mijl:
Douglas Road Corner ·
Glen Wyllin Corner ·
The Mitre ·
Dave Saville Memorial Seat ·
Kirk Michael ·
The White House ·
15th Milestone ·
16e mijl:
Birkin's Bend ·
Rhencullen ·
Bishopscourt ·
Bishopscourt Farm Bends ·
Bishopscourt Straight ·
Orrisdale North ·
16th Milestone ·
17e mijl:
Dub Cottage (Bishop's Dub) ·
Alpine Cottage ·
Balla Cobb ·
17th Milestone ·
18e mijl:
Ballaugh Bridge ·
Ballaugh ·
Gwen's ·
Ballacrye Corner ·
Ballacrye ·
18th Milestone ·
19e mijl:
Quarry Bends ·
Ballavolley ·
Wildlife Park ·
Sulby Straight ·
Half-distance Marker ·
19th Milestone ·
20e mijl:
Sulby ·
Sulby Glen Hotel ·
Sulby Crossroads ·
Sulby Bridge ·
20th Milestone ·
21e mijl:
Ginger Hall ·
Kerrowmoar ·
21st Milestone ·
22e mijl:
Glen Duff ·
Glentramman ·
Temple Corner (Water Through Corner) ·
Glentramman Loop Road ·
Churchtown ·
Caravan ·
22nd Milestone ·
23e mijl:
Lezayre War Memorial ·
Ballakillingan ·
Conker Fields ·
K-tree ·
Sky Hill ·
Milntown Cottage (Pinfold Cottage) ·
Milntown Bridge (Glen Auldyn Bridge) ·
Milntown ·
Gardener's Lane ·
23rd Milestone ·
24e mijl:
Lezayre Road ·
School House Corner (Crossags, Russel's Corner) ·
Parliament Square ·
Queen's Pier Road ·
Ramsey Depot ·
Cruickshanks Corner ·
May Hill ·
24th Milestone ·
25e mijl:
Whitegates ·
Stella Maris ·
Ramsey Hairpin ·
Little Gooseneck ·
Water Works Corner ·
Ballure Reservoir ·
Mountain Section ·
Tower Bends ·
25th Milestone ·
26e mijl:
Gooseneck ·
Joey's (26th Milestone) ·
27e mijl:
Guthrie's Memorial ·
The Cutting ·
27th Milestone ·
28e mijl:
Milligan's Bridge ·
Mountain Mile ·
28th Milestone ·
29e mijl:
Three-Quarter distance marker ·
Mountain Box (East Mountain Gate, East Snaefell Gate) ·
29th Milestone ·
30e mijl:
Casey's (Rice's Corner, George's Folly) ·
Black Hut (Stonebreakers Hut, Shepherd's Hut) ·
John Smyth Memorial Shelter ·
Verandah ·
30th Milestone ·
31e mijl:
Bungalow Bridge ·
Stonebridge ·
Les Graham Memorial ·
Bungalow Bends ·
McIntyre Box ·
Murray's Museum ·
Joey Dunlop Memorial ·
The Bungalow ·
31st Milestone ·
32e mijl:
Hailwood's Rise ·
Hailwood's Height ·
Brandywell (West Mountain Gate, Beinn-y-Phott Gate, Bungalow Gate) ·
Duke's (32nd Milestone) ·
33e mijl:
Windy Corner (Nobles Corner) ·
Nobles Park Road ·
Slieu Lhost Quarry ·
Thirty-Third (33rd Milestone) ·
34e mijl:
Keppel Gate (Clarke's Corner) ·
Kate's Cottage (Shepherd's House) ·
34th Milestone ·
35e mijl:
Creg-ny-Baa (the Keppel Hotel) ·
Gob-ny-Geay (Sunny Orchard) ·
35th Milestone ·
36e mijl:
Brandish Corner (Telegraph Hill, O'Donnell's en Upper Hillberry Corner) ·
Hillberry Corner ·
36th Milestone ·
37e mijl:
Glen Dhoo Farm ·
Hillberry Road ·
Cronk-ny-Mona ·
Johnny Watterson's Lane ·
Signpost Corner ·
Bedstead Corner ·
The Nook ·
37th Milestone ·
38e mijl:
Bemahague ·
Governor's Bridge ·
Governor's Dip ·
Glencrutchery Road ·
38th Milestone